# تیلور سوئیفت: تور دوره‌ها
تیلور سوئیفت: تور دوره‌ها (انگلیسی: Taylor Swift: The Eras Tour) فیلم کنسرتی آمریکایی محصول سال ۲۰۲۳ است که به‌وسیلهٔ خواننده-ترانه‌سرا تیلور سوئیفت تهیه شده‌است. این فیلم به کارگردانی سم ورنچ، تور دوره‌ها—تور کنسرتی سال ۲۰۲۳–۲۰۲۴ سوئیفت به‌منظور پشتیبانی از آثار موسیقایی‌اش را مستند می‌کند. پس از مذاکراتی با استودیوهای فیلم‌سازی بزرگ که با موفقیت به نتیجه نرسید، سوئیفت قرارداد توزیع بی‌سابقه‌ای با سینماهای ای‌ام‌سی و سینماهای سینمارک امضا کرد.
فیلم‌برداری با بودجهٔ ۱۰–۲۰ میلیون دلاری در اوت ۲۰۲۳ در سه نمایش ورزشگاه سوفی در اینگلوود، کالیفرنیا صورت گرفت و سگ-افترا اجازه داد مراحل ساخت در بحبوحهٔ اعتصابات سال ۲۰۲۳ ادامه یابد. سوئیفت اواخر همان ماه انتشار تور دوره‌ها را اعلام کرد، استودیوها و سینماداران را غافل‌گیر کرد و باعث شد چندین فیلم که تاریخ اکرانشان در ۱۳ اکتبر یا نزدیک آن روز تعیین شده بود، تاریخ اکران خود را به روز دیگری موکول کنند. راهبرد اکران غیرمتعارف توجه رسانه‌ها را به خود جلب کرد، به‌طوری که روزنامه‌نگاران و سینماگران از اقدام سوئیفت برای کنار گذاشتن استودیوها به‌منظور مشارکت مستقیم با سینماها تمجید کردند و معتقد بودند که این حرکت با مدل سنتی تهیه‌کننده–توزیع‌کننده–نمایش‌دهنده در انتشار فیلم‌ها هم‌خوانی ندارد.
تیلور سوئیفت: تور دوره‌ها در ۱۱ اکتبر ۲۰۲۳ در د گروو در لس آنجلس به نمایش درآمد و در ۱۳ اکتبر در سینماهای سراسر جهان اکران شد. این فیلم با تقاضای بلیت چشمگیری مواجه شد و یک رکورد ۳۷ میلیون دلاری در نخستین روز پیش‌فروش خود در ایالات متحده ثبت کرد و به‌طور کلی پیش‌فروش جهانی آن به ۱۰۰ میلیون دلار رسید. تیلور سوئیفت: تور دوره‌ها بیش از ۲۴۹ میلیون دلار فروش داشت و به پرفروش‌ترین فیلم کنسرتی تاریخ تبدیل شد. این فیلم نقدهای مثبتی از سوی منتقدان دریافت کرد؛ اکثر منتقدان کارگردانی، صحنهٔ تماشایی، انرژی و سبک هنری و فن نمایشِ سوئیفت را ستودند.

## خلاصهٔ فیلم
تیلور سوئیفت: تور دوره‌ها، «نمایان‌سازی سینمایی» تور دوره‌ها، ششمین تور کنسرتی خواننده-ترانه‌سرای آمریکایی تیلور سوئیفت، است. این فیلم ده پردهٔ گوناگون از این تور را به تصویر می‌کشد، از لحاظ مفهومی آثار سوئیفت را نمایان می‌سازد، و دربرگیرندهٔ اجراهای زندهٔ تمام ترانه‌ها از فهرست قطعات اجراشده در تور می‌شود. اجرای ترانه‌های «مهیج‌ترین رؤیاها»، «تیرانداز»، «ریسمان نامرئی»، «روابط نامشروع»، «ژاکت کش‌باف پشمی» و «این فصل لعنتی» در فیلم نمایش داده نمی‌شود، اما اجرای «ترانه ما» و «خودتی و خودت، بچه» به‌عنوان ترانه‌های غافل‌گیرکننده قرار دارد.

## بازخورد منتقدان
تیلور سوئیفت: تور دوره‌ها از سوی منتقدان مورد تحسین قرار گرفت و «فیلم به‌شدت توصیه‌شده در این فصل» شناخته شد که بازنمود جذابی از اجرای زندهٔ روی پرده سینما ارائه داده‌است. در وبگاه جمع‌آوری نقد راتن تومیتوز، ٪۹۹ از ۸۴ بررسی منتقدان مثبت است و میانگینِ امتیاز آن ۸٫۴/۱۰ است. اجماع این وبگاه چنین می‌نویسد: «تیلور سوئیفت: تور دوره‌ها دقیقاً همان چیزی که وعده می‌دهد را فراهم می‌کند: مستندی با کارگردانی روان و اجرای بی عیب و نقص که رخداد کنسرتی سال را به تصویر می‌کشد.» این فیلم در متاکریتیک که از میانگین وزنی استفاده می‌کند، بر اساس نظر ۲۹ منتقدین امتیاز ۸۳ از ۱۰۰ را کسب کرده که نشان‌گر «تحسین همگانی» است.
منتقدان دیلی تلگراف و ساندی تایمز به فیلم امتیاز کامل پنج ستاره دادند و همچنین منظره و انرژی «هیجان‌انگیز» آن را تحسین کردند.

## تحلیل
از نظر منتقدان، تیلور سوئیفت: تور دوره‌ها مستقیماً یک فیلم کنسرتی است و مستند موسیقی مرسوم محسوب نمی‌شود. آن‌ها به عدم وجود «عناصر به سبک مستند» — مانند مصاحبه‌ها، پشت صحنه یا فیلم‌های آرشیوشده — در فیلم تأکید داشتند و آن را «به‌معنای واقعی» یک فیلم کنسرتی نامیدند.
چندین نشریه، تیلور سوئیفت: تور دوره‌ها را ادای احترام سینمایی به موسیقی سوئیفت و هوادارانش تفسیر کردند. نشریات موفقیت فیلم را به گرایش آن به تجربهٔ همگانی نسبت دادند و جنبه‌های فمینیستی آن را بیان کردند، و مادینگی و تجربهٔ زنانهٔ تماشاچی را برجسته کردند. به گفتهٔ روزنامه‌نگار جو الیسون در فایننشال تایمز، برتری سوئیفت در صنعت سرگرمی منجر به بحث‌های زیادی در مورد اینکه مهم‌ترین عامل موفقیت او چه می‌تواند باشد، شده‌است و عقیده داشت که سوئیفت «با نداشتن شباهت به زنان شهوت‌برانگیز، منتقدان مرد را عصبانی می‌کند».